# Yifolket
Yifolket, även känd under det föråldrade namnet Lolo är en av de 56 officiellt erkända nationaliterna i Folkrepubliken Kina. Det uppgår till cirka åtta miljoner människor i Kina och bor utspridda runt om i sydvästra och de kinesiska provinserna Sichuan, Yunnan, Guizhou och Guangxi, främst i bergsområden.
Det finns många Yi i de tre autonoma prefekturerna, Liangshan, Chuxiong och Honghe samt i de självstyrande häradena Ebian och Mabian (båda i Sichuan), Weininger (i Guizhou), Shilin, Luquan, Xundian, Eshan, Xinping, Yuanjiang, Ninglang, Ning'er, Jingdong, Jinggu, Zhenyuan, Jiangcheng, Yangbi, Nanjian och Weishan (alla i Yunnan).
Det finns även mindre grupper av Yi (eller Lolo som de oftast kallas) i Vietnam (3300), Laos (cirka 2000), Thailand, och förmodligen också i Myanmar.